# لاسوتسیتسه (استان اوپوله)
لاسوتسیتسه (به لهستانی: Lasocice) یک منطقهٔ مسکونی در لهستان است که در گمینا وامبینوویتسه واقع شده‌است. لاسوتسیتسه ۴۷۳ نفر جمعیت دارد.